# Karim Adiprasito

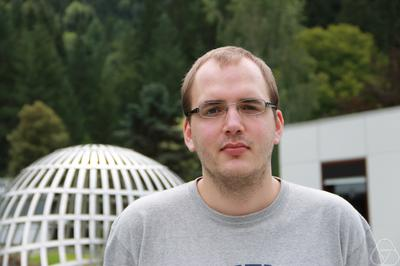

Karim Alexander Adiprasito (Aquisgrana, 26 maggio 1988) è un matematico e professore universitario tedesco.
Karim Alexander Adiprasito è professore di matematica all'Università di Copenaghen e lavora nel campo della Combinatoria. È anche professore di matematica all'Università Ebraica di Gerusalemme.
Ha conseguito il dottorato di ricerca nel 2013 presso l'Università libera di Berlino sotto la supervisione di Günter M. Ziegler.

## Risultati
Utilizzando il lavoro di Michail Leonidovič Gromov sugli spazi di curvatura delimitati, ha risolto la congettura di Hirsch per la triangolazione di cricche di varietà.
Insieme a June Huh ed Eric Katz, ha risolto la congettura di Heron-Rota-Welsh sulla concavità del polinomio caratteristico dei matroidi.
Nel dicembre 2018, ha dimostrato la congettura g per le sfere triangolate.

## Riconoscimenti
- Nel 2015 ha ricevuto il Premio Combinatoriale Europeo per il suo lavoro sulla geometria discreta, in particolare sugli spazi di realizzazione politopica, citando "i suoi ampi e profondi contributi alla geometria discreta con metodi analitici, soprattutto per la soluzione dei vecchi problemi di Perles e Shephard (risalenti a Legendre e Steinitz) su poliedri singoli in proiezione"[6].

- Nel 2019 insieme a Huh, è uno dei cinque vincitori del New Horizons Award 2019 per i risultati ottenuti all'inizio della carriera in matematica[7].

- Nel 2020 per il suo lavoro, ha ricevuto il premio EMS 2020 dalla Società Matematica Europea[8].